# El Pujalt
El Pujalt és una masia situada al municipi de Sant Feliu Sasserra, a la comarca catalana del Bages.